# Mallarini Producciones
Mallarini Producciones (a veces mencionado como "Eco/Mallarini Producciones") fue un sello discográfico uruguayo cuya actividad se extendió desde 1970 hasta mediados de esa década.

## Historia
Eco fue un estudio de grabación que a lo largo de la década de 1960 registró una gran cantidad de artistas uruguayos, con ediciones generalmente en formato vinilo simple o EP.
En 1970 este estudio comienza a editar junto a la productora fonográfica "Mallarini Producciones". El sello resultante es generalmente referido como "Eco/Mallarini Producciones" aunque en muchos de sus discos editados figura simplemente como "Mallarini Producciones".
El primer disco editado fue "La industria uruguaya Vol. 1", un álbum colectivo en el que participaron artistas como Gastón Ciarlo "Dino" y el grupo "Jabón en polvo" proveniente de San Carlos.
Bajo la dirección de Rodolfo Tito Caballero, editó en la primera mitad de 1970 alrededor de 130 discos simples, EP y LP. Entre los artistas que fueron editados por el sello se encuentran Gaston Ciarlo, Anselmo Grau, Luis Di Matteo, Abel Soria, Aníbal Sampayo, Roberto Barry y Numen Vilariño, entre otros.
Hacia 1975 dejó de editar discos y se estima que muchos de los masters de sus grabaciones se perdieron.